# Roger Hammond
Roger Edward Hammond (* 30. Januar 1974 in Harlington) ist ein ehemaliger britischer Radrennfahrer und späterer Sportlicher Leiter. Als Aktiver war er im Cyclocross und Straßenradsport aktiv.

## Werdegang
Roger Hammond wurde 1992 Junioren-Weltmeister im Querfeldeinrennen. Zwischen 1994 und 2008 wurde er in dieser Disziplin achtmal britischer Meister. Als Amateur gewann er 1993 die nationale Meisterschaft im Kriterium.
1998 bekam Hammond seinen ersten Vertrag bei einem internationalen Radsportteam, der belgischen Mannschaft Palmans-Ideal. 2000 siegte er im Eintagesrennen Archer Grand Prix. Er entwickelte sich zu einem Spezialisten für klassische Eintagesrennen. 2003 und 2004 wurde er erstmals britischer Meister im Straßenrennen. Ebenfalls 2004 belegte er Platz drei bei Paris–Roubaix, und beim im olympischen Straßenrennen der Olympischen Spiele in Athen kam er auf den siebten Platz. 2005 und 2006 gewann er jeweils eine Etappe der Tour of Britain sowie 2009 eine Etappe bei der Katar-Rundfahrt. 2007 wurde er Zweiter bei Gent–Wevelgem und Siebter bei Paris-Roubaix. Hammond startete auch 2008 bei den Olympischen Spielen im Straßenrennen, kam aber nicht ins Ziel.
2012 beendete Hammond seine aktive Radsportlaufbahn.
Nachdem Hammond nach seiner Karriere als Radrennfahrer zunächst als Sportlicher Leiter beim britischen Continental Team Madison Genesis tätig gewesen war, wechselte er 2016 zum UCI WorldTeam Dimension Data und führte Mark Cavendish bei der Tour de France 2016 zu vier Etappensiegen.

## Erfolge

### Straße
2003
- Britischer Meister – Straßenrennen

2004
- Britischer Meister – Straßenrennen

2005
- eine Etappe Tour of Britain

2006
- eine Etappe Tour of Britain

2009
- eine Etappe Tour of Qatar

### Querfeldeinrennen
| 1992 - Junioren-Weltmeister 1994 - Britischer Meister 2000 - Britischer Meister 2001 - Britischer Meister 2002 - Britischer Meister | 2003 - Britischer Meister 2004 - Britischer Meister 2006 - Britischer Meister 2008 - Britischer Meister |